# Partulina
Partulina é um género de gastrópode  da família Achatinellidae.
Este género contém 43 espécies, incluindo:
- Partulina confusa
- Partulina crassa
- Partulina dolei
- Partulina dubia
- Partulina dwightii
- Partulina fusoidea
- Partulina kaaeana
- Partulina mighelsiana
- Partulina montagui
- Partulina nattii
- Partulina perdix
- Partulina physa
- Partulina porcellana
- Partulina proxima
- Partulina redfieldi
- Partulina semicarinata
- Partulina splendida
- Partulina talpina
- Partulina tappaniana
- Partulina terebra
- Partulina tessellata
- Partulina ustulata
- Partulina variabilis
- Partulina virgulata